# Saiter
Saiter är en sjö i Sorsele kommun i Lappland och ingår i Umeälvens huvudavrinningsområde. Sjön har en area på 0,259 kvadratkilometer och ligger 432 meter över havet.

## Delavrinningsområde
Saiter ingår i det delavrinningsområde (727272-155418) som SMHI kallar för Utloppet av Jiltjaur. Medelhöjden är 473 meter över havet och ytan är 36,65 kvadratkilometer. Räknas de 7 avrinningsområdena uppströms in blir den ackumulerade arean 186,42 kvadratkilometer. Dergabäcken (Rakkobäcken) som avvattnar avrinningsområdet har biflödesordning 3, vilket innebär att vattnet flödar genom totalt 3 vattendrag innan det når havet efter 309 kilometer. Avrinningsområdet består mestadels av skog (79 procent). Avrinningsområdet har 6,24 kvadratkilometer vattenytor vilket ger det en sjöprocent på 17 procent.